# Johann Nepomuk Schelble
Johann Nepomuk Schelble   (Hüfingen, 16 de maig de 1789 - Hüfingen, 6 d'agost de 1837) va ser un director d'orquestra, compositor, cantant (tenor) i pedagog alemany. És conegut com el fundador del "Cäcilienchor Frankfurt" i com a pioner en la interpretació d'obres de Johann Sebastian Bach.

## Biografia
Johann Nepomuk Schelble provenia d'una antiga família burgesa de Hüfingen que va produir diversos artistes de la pintura, però també va conrear la música. Va ser l'únic fill d'entre 14 fills de Franz Josef Schelble, un "fabricant de pianos, pintor de barrils i disciplinari" (administrador) de la Institució Correccional Príncep Fürstenberg a Hüfingen prop de Donaueschingen, on va créixer. La seva mare Katharina Götz provenia d'una antiga família de moliners d'oli. Una germana, Maria Josepha Schelble, es va casar amb el mestre, escultor i empresari Lucian Reich el 17 de maig de 1813 a Hüfingen es van convertir en els pares dels artistes Lucian Reich i Franz Xaver Reich. Una altra germana, Katharina Schelble, es va casar amb el fabricant de tela Johann E. Nober. Els descendents d'ambdues famílies, que també es van casar, inclouen: la directora, pintora i escriptora Hortense von Gelmini. Schelble es va casar amb Molli Müller de Königsberg el 1820. El matrimoni va quedar sense fills. Al llarg de la seva vida va mantenir una relació cordial amb els seus familiars a Hüfingen, on va adquirir una "finca de camp" el 1824/25, que va anomenar la seva "vall de descans". A l'edat de 48 anys, Schelble va morir als braços de la seva dona a l'entrada de la seva casa Hüfinger a Bräunlinger Straße. La seva vídua es va casar amb Georg Konrad de St. Georgen a la Selva Negra el 1842.

## Formació
Els dos pares de Schelble eren molt aficionats a la música; El seu pare li va ensenyar a tocar el piano i la seva mare, antiga cantant del cor, li va ensenyar a cantar. De 1800 a 1803 va ser corista al monestir d'Obermarchtal, on va cantar, entre altres coses: Sixtus Bachmann va sentir. Quan el 1803 es va dissoldre el monestir, va tornar a la seva família. Allà, a més de tocar el piano (encara aleshores es va inspirar en el llibre "Sobre la vida i l'obra d'art de Johann Sebastian Bach"), també tocava la flauta petita a la banda de la ciutat de Hüfingen. Després, Schelble va assistir al "Gymnasium" de Donaueschingen, on, amb el suport del príncep de Fürstenberg (família noble de Suàbia), va trobar el mestre Weiße, capaç, encara que amb una formació unilateral. Allà va participar en les representacions del "Princely Fürstenberg Court Theatre". A petició del seu pare, Schelble es va unir a l'Arxiu Principal del Príncep Fürstenberg i es va convertir en Expedidor de la Sala de la Cort. Contra la resistència dels seus pares, el 1807 va voler anar a Darmstadt per estudiar amb el compositor Georg Joseph Vogler, però després d'una breu estada a Hechingen, es va quedar a Stuttgart, on el cantant de la cort Krebs es va convertir en el seu amic patern.

## Cantant i pedagog a Stuttgart
A través de la mediació de Krebs, Schelble va poder cantar davant el rei a Stuttgart i, als 19 anys, va ser contractat com a cantant d'òpera reial (cantant de la cort) amb un sou anual de 1.000 florins. Aquí va romandre sis anys, fins al 1814, cantant com a tenor. Paral·lelament, va estudiar composició, es va compondre ell mateix i va impartir classes al "Royal Music Institute" d'allà a partir de 1812. Schelble es va comprometre amb l'educació musical primerenca dels nens al llarg de la seva vida i va desenvolupar el seu propi mètode per desenvolupar l'audició, que es va conèixer com "el mètode d'ensenyament de Schelble", però que va caure en l'oblit perquè Schelble no va deixar registres.
Cantant i compositor a Viena, Bratislava i Berlín

A partir de 1813 van seguir actuacions convidades i gires per Àustria i Prússia; Va tenir compromisos més llargs el 1814 al "Court Opera Theatre" de Viena, el 1815 a Pressburg i el 1816 a Berlín. Va ser admirada la veu de Schelble, amb la qual va celebrar els triomfs, sobretot a les òperes de Mozart, però no va poder assolir una posició permanent com a cantant d'òpera pel seu fer rígid i també per motius de salut.
Cantant, director d'orquestra i fundador del Cäcilienverein de Frankfurt

El 1816, Schelble va cantar a l'òpera per mediació del seu amic Clemens Brentano i també va treballar com a director i director musical del departament de música vocal de l'Acadèmia de Música de Frankfurt del Main, on l'orquestra també li va estar subordinada des de 1819; Aquí també es va convertir en membre d'una lògia de maçons. El 1819 va renunciar a gairebé tots els seus càrrecs i després només va treballar per al cor que havia fundat amb el seu cercle d'amics al seu pis un any abans. Des de llavors, ha creat quasi exclusivament composicions dirigides al seu cor. Després van ser estrenats pel cor de Schelble. El 1821, Schelble la va rebatejar com a "Cäcilienverein" (avui: Cäcilien-Chor) i a partir d'aquell any li va pagar un sou fix. Sobretot es van interpretar obres corals de Händel, Cherubini, Mozart, Rossini, Palestrina, Durante, Scarlatti, Lotti i altres. Des de 1828 gairebé només s'han interpretat les grans obres corals de Johann Sebastian Bach. El cor, que ell mateix va dirigir, tenia 73 membres només un any després de la seva fundació i més de 100 el 1832.
El 1822, Felix Mendelssohn Bartholdy, de 13 anys, va visitar Schelble per primera vegada a Frankfurt. Vam tenir una amistat de tota la vida amb ell. Mendelssohn va compondre obres corals importants a l'apartament de Schelble i va demanar el seu consell sobre noves composicions. Schelble també va conèixer a Beethoven el 1827 va adquirir una còpia manuscrita de la partitura de la Missa Solemnis per al seu cor. Els nebots de Schelble Franz Xaver Reich i Lucian Reich també vivien a Frankfurt a casa seva. Els estudiants de Schelble incloïen: els artistes de Hüfingen Franz Xaver Gleichauf i Rudolf Gleichauf.

## Lluita per l'existència i la mort
Després d'una dècada, el suport de la Cecilia Society per part d'amics rics va acabar el 1831. Schelble va haver de continuar dirigint el club pel seu compte, la qual cosa el va obligar a realitzar una intensa tasca docent per complementar els seus ingressos. L'any 1837, amb només 48 anys, la seva salut estava tan decaiguda que va anar a la seva ciutat natal de Hüfingen per recuperar-se, però hi va morir al cap d'uns mesos.

## Apreciació
- - "És difícil de creure quina influència pot tenir una sola persona que vol alguna cosa sobre els altres; S. està allà tot sol... S'ha creat una esfera d'influència molt significativa i ha ajudat a la gent a progressar en el sentit més veritable de la paraula..."

- Felix Mendelssohn Bartholdy en una carta a Carl Friedrich Zelter
  - "La gent canta amb tant foc i tan junts que és una alegria..."

- Felix Mendelssohn Bartholdy sobre el cor de Santa Cecília en una carta a Carl Friedrich Zelter
  - Franz Xaver Gleichauf caracteritza el seu professor Schelble molt encertadament amb la cita:

| « | "Veia compondre com una manera de desenvolupar les seves pròpies sensibilitats i gustos musicals..." | » |

## Conseqüències
Després de Carl Friedrich Zelter i abans de Mendelssohn, que sovint representava a Schelble com a director de la Cecilia Society, Schelble va ser un dels principals redescobridors i promotors de la música de Thomaskantor i, per tant, va ser un pioner en la fundació de la Societat Bach. La interpretació de Schelble de la Passió per Sant Mateu de Johann Sebastian Bach el 1829 va precedir la famosa interpretació de Felix Mendelssohn Bartholdy només dos mesos a causa de circumstàncies adverses.
Des de fa diversos anys, la biblioteca de la Societat Cecilia està en préstec permanent al Departament de Música i Teatre de la Biblioteca Universitària de Frankfurt del Main.

## Obra
- "Repòs etern", pregària pels morts. – Bonn, Simrock 1823.
- Comte Adalbert, Òpera
- Fira Alemanya

## Honors
- A Hüfingen, la Nepomuk-Schelble-Straße porta el seu nom.